# Coupe d'Europe des clubs (kayak-polo) 2004
Navigation
Édition précédente Édition suivante
La Coupe d'Europe des clubs 2004 s'est déroulée, du 18 au 19 septembre 2004 à Liverpool, en Angleterre.

## Tableau des médailles
| Catégorie     | Médaille d'or           | Médaille d'argent | Médaille de bronze                               |
| ------------- | ----------------------- | ----------------- | ------------------------------------------------ |
| Sénior Hommes | Deventer K V            | Liblar            | Base de loisirs de canoë-kayak de Condé-sur-Vire |
| Sénior Femmes | Canoë Kayak Club Acigné | Aberfan Ladies    | WTW Warszawa                                     |

## Participants

### Séniors Hommes
| Classement | Pays        | Club                                             |
| ---------- | ----------- | ------------------------------------------------ |
| 1re        | Pays-Bas    | Deventer K V                                     |
| 2e         | Allemagne   | Liblar                                           |
| 3e         | France      | Base de loisirs de canoë-kayak de Condé-sur-Vire |
| 4e         | Italie      | CN Posillipo                                     |
| 5e         | Royaume-Uni | Meridian Canoe Club                              |
| 6e         | Irlande     | Dublin WWKC                                      |
| 7e         | Pays-Bas    | Groningen                                        |
| 8e         | Italie      | Pro Scogli Chiavari                              |
| 9e         | France      | Canoë-Kayak Club Agenais                         |
| 10e        | Royaume-Uni | Friends of Allonby                               |
| 11e        | Espagne     | Malaga                                           |
| 12e        | Belgique    | WK Veurne                                        |
| 13e        | Espagne     | Ciencias                                         |
| 14e        | Danemark    | Skovshoved Roklub                                |
| 15e        | Danemark    | K-Polo Copenhagen                                |
| 16e        | Belgique    | TNT Turnhout                                     |

### Séniors Femmes
| Classement                 | Pays        | Club                    |
| -------------------------- | ----------- | ----------------------- |
| Médaille d'or, Europe      | France      | Canoë Kayak Club Acigné |
| Médaille d'argent, Europe  | Royaume-Uni | Aberfan Ladies          |
| Médaille de bronze, Europe | Pologne     | WTW Warszawa            |
| 4e                         | Portugal    | Vallehermoso-Retiro     |
| 5e                         | Royaume-Uni | Friends of Allonby      |
| 6e                         | France      | Canoë-club d'Avranches  |
| 7e                         | Italie      | CN Posillipo            |
| 8e                         | Italie      | CUS Catania             |
| 9e                         | Espagne     | Ciencias Mujeres        |
| 10e                        | Danemark    | Odense                  |
| 11e                        | Danemark    | K-Polo Copenhagen       |